# Android 16
Android 16 (также известно как Android B и Android Baklava) — шестнадцатая версия мобильной операционной системы Android, разработанной Open Handset Alliance под руководством Google. Android 16 был представлен на The Android Show в рамках конференции Google I/O 13 мая 2025 г. 
Первая предварительная версия для разработчиков была выпущена 19 ноября 2024 года. Первая бета-версия была выпущена 23 января 2025 года. Google выпустила финальную версию 11 июня 2025 года.

## История
Android 16 имеет внутреннее кодовое имя Baklava, что означает отход от традиционного алфавитного порядка кодовых имен, связанных с десертами, который был характерен для ранних версий Android. Переход к Baklava отражает недавние изменения Google в подходе к разработке, в частности, проект Trunk Stable Project, который оптимизировал процессы сборки и систему наименований, начиная с Android 14.
Первая предварительная версия Android 16 для разработчиков (известная как Developer Preview 1) была выпущена 19 ноября 2024 года. Вторая предварительная версия была представлена 18 декабря 2024 года.
Первая бета-версия вышла 23 января 2025 года.
Вторая бета-версия — 13 февраля 2025 года. 
Третья бета-версия, выпущенная 13 марта 2025 года, стала этапом, на котором платформа достигла статуса стабильной.
Четвёртая бета версия Android 16 вышла 17 апреля 2025 года. После выхода стало понятно, что релиз Android 16 уже близко, а в мае возможно будут исправления ошибок в Бета 4.x.x версиях.
Квартальное обновление платформы Android 16 QPR1 вышло в бета тестирование 20 мая 2025 года, оно привнесло некоторые изменения Material 3 Expressive, включая визуальные обновления уведомлений, быстрых настроек, экрана блокировки и лаунчера.
10 июня 2025 года компания Google выпустила финальную версию Android 16.

## Общее сведения и нововведения
В официальных примечаниях к выпуску Developer Preview 1 указано, что в Android 16 будут представлены следующие функции:

### Material 3 Expressive
Google впервые с релиза Material Design 3 делает крупное обновление дизайна. Они переработали системные анимации, добавив базовым жестам тягучести и «пружинистости». Например, при смахивании уведомления другие оповещения на экране тоже реагируют на действие пользователя. Эти эффекты также используются при переключении между приложениями, изменении громкости и работе с другими элементами интерфейса. В шторке уведомлений появилась размытие фона.

### Live Updates
Новая функция Live Updates отображает активные уведомления от сервисов доставки, такси и навигации на экране блокировки и Always-On Display. После разблокировки уведомление разворачивается через кнопку рядом с часами.

### Встроенный выбор фотографий
Средство выбора фотографий Android было значительно улучшено и теперь поддерживает облачные медиасервисы, такие как Google Photos. Пользователи смогут легко выбирать фотографии, хранящиеся в их облачных аккаунтах, что устраняет необходимость переключения между приложениями. Кроме того, средство выбора интегрирует облачные альбомы вместе с локальным контентом, предлагая единый и оптимизированный опыт. Это обновление основано на предыдущих версиях, расширяя доступ к старым устройствам Android с помощью модульных обновлений.

### Медицинские записи
Android 16 представит расширенную поддержку цифровых медицинских записей, позволяя пользователям консолидировать медицинские данные непосредственно на своих устройствах. Данная функция будет поддерживать стандартизированные форматы медицинских данных для совместимости с различными поставщиками медицинских услуг и приложениями. Благодаря улучшенной защите конфиденциальности пользователи смогут безопасно хранить и обмениваться важной медицинской информацией по мере необходимости, оптимизируя доступ к персональным медицинским данным, уделяя при этом приоритетное внимание безопасности.

### Конфиденциальная песочница
Privacy Sandbox на Android 16 продолжает усилия Google по переосмыслению рекламы с более надежной конфиденциальностью пользователей. Функция ограничивает механизмы отслеживания, используя анонимные данные и локальную обработку для предоставления персонализированного контента без ущерба для конфиденциальности пользователей. Данное усовершенствование обеспечит соответствие меняющимся правилам обработки данных, сохраняя при этом надежную поддержку рекламных экосистем.

### Advanced Protection
Добавлены средства защиты против мошенников.

### Прочее
Энтузиасты также обнаружили существование и других функций, находящихся в стадии разработки, которые могут быть реализованы в более поздних версиях для разработчиков, таких как передача звука на несколько устройств одновременно и время ожидания уведомлений.

## График выпуска
Для оценки новых возможностей предложена программа предварительного тестирования. Сборки прошивки были подготовлены для устройств Pixel 6/6a/6 Pro, Pixel 7/7a/7 Pro, Pixel 8/8a/8 Pro, Pixel 9/9 Pro/9 Pro XL/9 Pro Fold, Pixel Fold и Pixel Tablet. 
Если раньше опробовать новые функции Android 16 могли только владельцы Google Pixel, то теперь список расширился. Android 16 beta официально поддерживается на устройствах следующих брендов:
HONOR: MagicOS Global и MagicOS China на смартфоне HONOR Magic 7 Pro
Lenovo: оболочка ZUI на планшете YOGA Tab Plus
OnePlus: Oxygen OS и Color OS для OnePlus 13
OPPO: Color OS Global и Color OS China для OPPO Find X8
realme: realme UI Global и realme UI China для realme GT 7 Pro
vivo и iQOO: Funtouch OS и Origin OS на iQOO 13 и vivo X200 Pro
Xiaomi и Redmi: Hyper OS Global и Hyper OS China (требуется разблокировка загрузчика) на Xiaomi 14T Pro, Xiaomi 15, Redmi K70 Ultra
Предварительный выпуск был сформирован на три месяца раньше, чем при подготовке прошлых версий в связи с переходом на новый график разработки, в соответствии с которым каждый год будет формироваться не один значительный релиз Android, а два выпуска — первый во втором квартале (а не в третьем как раньше), а второй — в четвёртом квартале. Летний релиз будет включать значительные новшества, изменения поведения в SDK и новые API. Зимний релиз будет содержать улучшения, новые API и изменения, не влияющие на работу приложений.
| Дата                 | Сборка              | Описание |
| -------------------- | ------------------- | --- |
| 19 ноября 2024 года  | Developer Preview 1 | Выпуск первой предварительной версии для разработчиков.                                                                                                   |
| 18 декабря 2024 года | Developer Preview 2 | Поэтапное обновление с дополнительными функциями, API и изменениями в поведении.                                                                          |
| 23 января 2025 года  | Beta 1              | Первая бета-версия, готовая для тестирования и распространяемая «по воздуху» (OTA) для ранних пользователей, зарегистрированных в программе Android Beta. |
| 13 февраля 2025 года | Beta 2              | Поэтапное обновление бета-версии. |
| Стабильная платформа |                     | |
| 13 марта 2025 года   | Beta 3              | Финализация API и поведения. Разрешена публикация в Google Play.                                                                                          |
| 17 апреля 2025 года  | Beta 4              | Предфинальная сборка для заключительного тестирования. »релиз-кандидат« версия Android 16                                                                 |
| 11 июня 2025 года    | Final release       | Выпуск Android 16 в AOSP и экосистему. |

## Разработка
Разработка Android 16 стартовала с выпуска первой предварительной версии для разработчиков 19 ноября 2024 года, вслед за которой последовала вторая предварительная сборка 18 декабря. Эти ранние релизы предоставили первые функции, API и изменения поведения для оценки разработчиками. Переход к более стабильному этапу начался с выхода первой бета-версии 23 января 2025 года. Платформенная стабильность окончательно закрепилась с релизом Beta 3 в марте, завершившим развитие API и изменений поведения, позволив разработчикам загружать свои приложения в Play Store. Официальный выпуск стабильной версии состоялся 10 июня 2025 года — ранее, чем у предыдущих версий Android. 
Кроме того, в Android 16 была введена новая схема выпуска наборов инструментов разработки (SDK). Первый SDK, представленный одновременно с Beta 3 в марте 2025 года, содержал новые API, функции и модификации поведения системы. Второй SDK планируется выпустить ближе к концу 2025 года и сосредоточится исключительно на предоставлении дополнительных API и функционала без внесения значительных изменений в поведение платформы. По словам Google, данная стратегия направлена на ускорение внедрения новшеств в процесс разработки приложений и устройств. 

## Восприятие
Обозреватель Ars Technica Рон Амадео охарактеризовал Android 16 как «неинтересный». Он подчеркнул незначительные изменения интерфейса, среди которых обновление иконок и ограниченное количество нововведений. Тем не менее, Амадео высоко оценил новый режим повышенной защиты Advanced Protection и улучшенную поддержку больших дисплеев, позволяющую приложениям автоматически адаптироваться к размерам экрана. Несмотря на это, он указал, что многие программы продолжают некорректно отображаться на складных устройствах и планшетах. Наибольшее воздействие на пользовательский опыт, по мнению обозревателя, окажет переработанная система уведомлений, включая стандартизацию группирования сообщений и появление нового типа уведомлений о процессе выполнения действий.